# Listspinnen
Die Gattung der Listspinnen (Pisaura) gehört zur Familie der Jagdspinnen (Pisauridae) innerhalb der Ordnung der Webspinnen und umfasst nach derzeitigem Kenntnisstand und dem Katalog von Platnick 13 Arten.(Stand: April 2019)
Eugène Simon ersetzte 1885 den damaligen Gattungsnamen Ocyle durch Pisaura. Als er 1898 in seiner Naturgeschichte der Spinnen die neue Familie der Jagdspinnen begründete, grenzte er die Listspinnen von den Uferjägern (Dolomedes) und anderen Gattungen im Wesentlichen anhand der Bezahnung der Chelicerenglieder sowie der Augengröße und -anordnung ab. Blandin korrigierte 1976 zur Differenzierung zu der sehr nahestehenden Gattung Afropisaura die Angaben über die Augenordnung und fügte Charakteristika der weiblichen und männlichen Genitialen hinzu.

## Systematik
Folgende Pisaura-Arten sind gegenwärtig bekannt.
- Pisaura acoreensis Wunderlich 1992 (Azoren)
- Pisaura anahitiformis Kishida 1910 (Japan)
- Pisaura ancora Paik 1969 (Russland, China, Korea)
- Pisaura bicornis Zhang & Song 1992 (China, Japan)
- Pisaura bobbiliensis Reddy & Patel 1993 (Indien)
- Pisaura consocia (O. P.-Cambridge 1872) (Israel, Libanon, Syrien)
- Pisaura decorata Patel & Reddy 1990 (Indien)
- Pisaura gitae Tikader 1970 (Indien (Sikkim), Andamanen)
- Pisaura lama Bösenberg u. Strand 1906 (Russland, China, Korea, Japan)
- Listspinne (Pisaura mirabilis (Clerck 1757)) (Paläarktis)
- Pisaura novicia (L.Koch 1878) (Mittelmeergebiet bis Georgien)
- Pisaura orientalis Kulczyński 1913 (Mittelmeergebiet)
- Pisaura parangbusta Barrion & Litsinger, 1995 (Philippinen)
- Pisaura podilensis Patel & Reddy 1990 (Indien)
- Pisaura putiana Barrion & Litsinger 1995 (Philippinen)
- Pisaura quadrilineata (Lucas 1838)(Kanarische Inseln, Madeira)
- Pisaura sublama Zhang 2000 (China)
- Pisaura swamii Patel 1987 (Indien)

## Anatomie
Der Vorderkörper (Prosoma) trägt in der Mitte einen hellen, deutlich abgesetzten Längsstrich bei sehr variabler Grundfärbung, die von hellbraun über meist rotbraun und grau bis schwarz reicht. Der Hinterkörper (Opisthosoma) ist lang und schmal, nach hinten verjüngt, auf dem Rücken mit breiter, dunkel gerandeter Zackenbinde versehen. Zudem befinden sich am äußeren Chelicerengrundglieds nur drei Zähne.   
Die Weibchen besitzen auf der Unterseite des Hinterleibs einen auffallend dunklen Bereich (Epigyne) mit den beiden Begattungsöffnungen. Bei den Männchen ist die an der gleichen Stelle liegende Geschlechtsöffnung unauffällig.   
Die Kieferntaster (Pedipalpen), das zweite Gliedmaßenpaar sind bei Nymphen und Weibchen beinartig, bei Männchen am Fuß verdickt (Bulbus). Am Ende der Verdickung findet sich der Eindringer (Embolus), der das Sperma nach der Aufnahme vom Spermanetz bis zur Paarung aufbewahrt.

## Sinnesleistungen
Ihre Sinnesorgane ermöglichen den Raubspinnen, Feinde, Beutetiere und Geschlechtspartner zu unterscheiden.   

### Sehsinn
Arten der Gattung Pisaura verfügen über acht einzelne Augen (Ocellen). Die vorderen Mittelaugen sind die Hauptaugen, die restlichen sechs die Nebenaugen. Letztere besitzen eine lichtreflektierende Schicht (Tapetum), der sie leuchten lässt.   
Mit ihren Augen überblickt die Pisaura fast ihre gesamte Umgebung, das heißt von links nach rechts ein Gebiet von 140°, davon 60° überlappend. Von oben nach unten erstreckt sich das Gesichtsfeld über 100°. Die Hauptaugen haben die beste Auflösung von unter 2°, Die Nebenaugen von bis zu 4°.

### Hörsinn
Die Arten der Listspinnen haben spezielle Haare, die in einem Becher sitzen (Trichobothrien), an den Beinen und Pedipalpen. Sie können Luftschwingungen und Töne im Beutefrequenzbereich registrieren und ermöglichen den Beutefang bei Nacht.

### Spaltsinn
Neben verschiedenen Haarsorten finden sich über den ganzen Körper verteilt einzelne Spaltsinnesorgane (Lyraförmiges Organ). Sie vermessen Verformungen der Cuticula, in der sie eingebettet liegen, und dienen als Vibrationsrezeptoren.

### Tast- und Geruchssinn
Tastreize und chemische Reize werden bei direktem Beinkontakt mittels so genannter chemotaktiler Haare an Palpen, Beinen und Cheliceren aufgenommen. Inwieweit die Tarsalorgane, die auch als Feuchtigkeitsrezeptoren gelten, der Geruchswahrnehmung dienen, ist unbekannt.